# 赤禰武人
赤禰 武人（あかね たけと）は、幕末の長州藩士。奇兵隊の第3代総管(総督)。赤根武人と書かれることも多い。

## 経歴
周防国玖珂郡柱島（現・山口県岩国市柱島）の島医師・松崎三宅の次男に生まれた（生誕地については異説あり）。15歳の時に妙円寺の僧侶・月性に学び、月性の紹介で浦靱負の郷校である克己堂で学ぶ。安政3年(1856年)、短期間ではあるが吉田松陰の松下村塾に学ぶ。
安政4年（1857年）、長州藩重臣浦家の家老・赤禰雅平の養子となり、陪臣ながら武士の身分を手に入れ梅田雲浜の望南塾に入塾。安政の大獄に伴い師・雲浜が捕縛されるに伴い赤禰も捕縛されるが、釈放され帰郷。その後、吉田松陰らに相談し江戸において雲浜の救出を試みるが失敗、藩から謹慎処分を受ける。
文久2年（1862年）4月、謹慎が解かれると江戸に赴いて尊王攘夷活動を行い、御楯組に加盟。同年12月には　高杉晋作・伊藤俊輔・久坂玄瑞・井上聞多らと共に英国公使館焼き討ちに加わり、文久3年（1863年）5月の下関戦争に参加、同年10月には奇兵隊の第三代総管に就任した。この時、奇兵隊に同郷・同門の世良修蔵を招聘している。
元治元年8月（1864年9月）の第一次長州征伐後、赤禰は藩内の融和を図るが、当時の藩政を主導していた俗論派と正義派諸隊の調停を行った事が同志に二重スパイとして疑われる契機となる。更に、高杉晋作が武力により藩論の統一を図ると、幕府の攻囲を前に内戦を行うことを危ぶむ赤禰はこれに反対し高杉と対立する。元治元年12月（1865年1月）、高杉による功山寺挙兵が成功すると藩内での立場を失い、出奔して上方へ赴く。
その後、幕府に捕縛されたが、幕府大目付・永井尚志や新撰組参謀・伊東甲子太郎らは長州藩の鎮撫工作に赤禰を利用することを画策、赤禰は11月に放免され、長州尋問のために下向する永井の随員となった。これも、赤禰が更に疑われる原因となった。幕府による長州攻撃から藩を救おうと考えた赤禰は、広島から長州に潜入し、かつての同志らと接触して主戦論の転換を図るが、裏切り者と認識されていた赤禰の言は全く受け入れられなかった。工作は成功せず、生誕地である柱島に潜伏していたところを、12月に長州藩士・槇村半九郎に捕縛される。赤禰は弁明を望むが、取調べは一切行われず、翌年1月、山口の鰐石で処刑された。享年29。
処刑された河原近くの山口市旭通りには「赤根武人顕彰之碑」が建てられている。

## 関連作品

### 書籍
- 『赤根武人の冤罪』村上磐太郎、柳井図書館、1971年。
- 『狂雲われを過ぐ』古川薫、新人物往来社、1988年。のち新潮文庫。
- 『奇兵隊燃ゆ』童門冬二、祥伝社、1992年。

### 映像
- 十一番目の志士（1968年、演：井川比佐志→原田清人）
- 新選組始末記（1977年、演：秋元羊介）
- 花神（1977年、演：溝口舜亮）
- 奇兵隊（1989年、演：山本太郎）*俳優で政治家の山本太郎とは別人。
- 竜馬におまかせ!（1996年、演：中根優）
- 花燃ゆ（2015年、演：阿部亮平）